# Glendon Swarthout
Pour les articles homonymes, voir Swarthout.
Glendon Swarthout, né le 8 avril 1918 à Pinckney, dans le Michigan, et mort le 23 septembre 1992 à Scottsdale, en Arizona, est un écrivain américain, auteur de western et de roman policier.

## Biographie
Professeur d'anglais à l'université Concordia Ann Arbour, dans le Michigan, il publie son premier roman, Willow Run, en 1943. Il écrit ensuite pour le théâtre. En 1958, Ceux de Cordura (They Came to Cordura) lui vaut la notoriété quand ce roman est adapté au cinéma l'année suivante, sous le titre éponyme, par Robert Rossen.
Where the Boys Are, publié en 1960, sera adapté à deux reprises : d'abord par Henry Levin sous le  même titre en 1960, puis par Hy Averback sous le titre Where the Boys Are '84 en 1984.
En 1975, Swarthout fait paraître Une gâchette (The Shootist) qui est, selon Claude Mesplède, « un des plus extraordinaires récits sur la mort de toute la littérature ». Pour ce roman, il reçoit le Spur Award du meilleur roman de western 1975, décerné par la Western Writers of America. Le roman est adapté au cinéma par Don Siegel en 1976 sous le titre Le Dernier des géants.

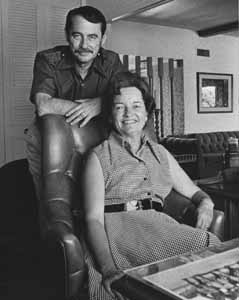
Glendon et Kathryn Swarthout dans leur maison à Scottsdale, Arizona

The Homesman, publié en 1988, vaut à Swarthout un second Spur Award, ainsi que le Wrangler Award du meilleur roman de western 1988 de la Western Heritage Association.
Il a également écrit plusieurs romans en collaboration avec sa femme, Kathryn Swarthout, dont Court-toujours (Whitchaway), paru en 1969.
il meurt d'un emphysème pulmonaire en 1992.

## Œuvre

### Romans
- Willow Run (1943)
- They Came to Cordura (1958) Publié en français sous le titre Ceux de Cordura, traduit par Marie-Lise Marlière, Paris, Gallimard, coll. « Du monde entier », 1959
- Where the Boys Are (1960)
- Welcome to Thebes (1962)
- The Cadillac Cowboys (1964)
- The Eagle and the Iron Cross (1966) Publié en français sous le titre L'Aigle et la Croix de fer, traduit par Claude Elsen, Paris, Éditions Stock, 1967
- Loveland (1968)
- Bless the Beasts and Children (1970) Publié en français sous le titre Les Évadés de Box-Cañon, traduit pas Gisèle Bernier, Paris, Éditions Stock, 1971, réédition de la même traduction révisée sous le titre Bénis soient les enfants et les bêtes, Paris, Gallmeister, coll. « Totem » no 73, 2017  (ISBN 978-2-35178-572-0)
- The Tin Lizzie Troop (1972)
- Luck and Pluck (1973)
- The Shootist (1975) Publié en français sous le titre Une gâchette, traduit par France-Marie Watkins, Paris, Gallimard, coll. « Super noire » no 32, 1975  (ISBN 2-07-046032-0) Publié en français dans une nouvelle traduction intégrale sous le titre Le Tireur, traduit pas Laura Derajinski, Paris, Gallmeister, coll. « Totem » no 23, 2012  (ISBN 978-2-35178-523-2)
- Skeletons (1979) Publié en français sous le titre Ré-percussions, traduit par France-Marie Watkins, Paris, Gallimard, coll. « Série noire » no 1772, 1980  (ISBN 2-07-048772-5) ; réédition de la même traduction sous le titre 11h14, Paris, Gallmeister, coll. « Totem », 2020  (ISBN 978-2-35178-573-7)
- The Old Colts (1985)
- The Homesman (1988) Publié en français sous le titre Le Chariot des damnés, traduit par Jacques Martinache, Paris, Presses de la Cité, 1992  (ISBN 2-258-02523-0) Publié en français dans une nouvelle traduction intégrale sous le titre Homesman, traduit pas Laura Derajinski, Paris, Gallmeister, coll. « Nature Writing », 2014  (ISBN 978-2-35178-076-3)
- Pinch Me, I Must Be Dreaming (1994)

### Littérature d’enfance et de jeunesse
- A Christmas Gift (1977), aussi paru sous le titre The Melodeon Publié en français sous le titre L'Harmonium, traduit par Rose-Marie Vassallo, Paris, Flammarion, coll. « Castor poche » no 33, 1981  (ISBN 2-08-161738-2)

### Romans coécrit avec Kathryn Swarthout
- The Ghost and Magic Saber (1963)
- Whitchaway (1968) Publié en français sous le titre Court-toujours, traduit par Claude Elsen, Éditions Stock, 1969
- The Button Boat (1971)
- TV Thompson (1972)
- Whales To See The (1975)
- Cadbury’s Coffin (1982)

### Nouvelles
- Pancho Villa's One-Man War (1953)
- What Every Man Knows (1956)
- A Glass of Blessings (1959)
- The Attack on the Mountain (1959)
- Going to See George (1965)
- The Ball Really Carries in the Cactus League Because the Air Is Dry (1978)
- A Horse for Mrs. Custer (1995), publication posthume

## Adaptations

### Au cinéma
- 1956 : La Mission du capitaine Benson (7th Cavalry), film américain réalisé par Joseph H. Lewis, avec Randolph Scott
- 1959 : Ceux de Cordura (They Came to Cordura), film américain réalisé par Robert Rossen, d'après le roman éponyme, avec Gary Cooper, Rita Hayworth et Van Heflin
- 1960 : Ces folles filles d'Ève (Where the Boys Are), film américain réalisé par Henry Levin, d'après le roman Where the Boys Are, avec Dolores Hart, George Hamilton et Yvette Mimieux
- 1971 : Bless the Beasts and Children, film américain réalisé par Stanley Kramer, d'après le roman éponyme, avec Bill Mumy
- 1976 : Le Dernier des géants (The Shootist), film américain réalisé par Don Siegel, d'après le roman The Shootist, avec John Wayne, Lauren Bacall et Ron Howard
- 1984 : Where the Boys Are, film américain réalisé par Hy Averback, d'après le roman éponyme, avec Lisa Hartman
- 1997 : Mulligans !, court métrage américain réalisé par Miles Hood Swarthout
- 2014 : The Homesman, film américain réalisé par Tommy Lee Jones, adaptation du roman éponyme, avec Tommy Lee Jones et Hilary Swank

### À la télévision
- 1978 : A Christmas to Remember (en), téléfilm américain réalisé par George Englund, d'après le roman A Christmas Gift, avec Jason Robards, Eva Marie Saint, George Parry et Joan Woodward

## Prix et récompenses
- Prix du théâtre aux armées 1947
- Hopwood Awards (en) 1948
- Médaille d’or de la National Society of Arts and Letters en 1972
- Spur Award du meilleur roman de western 1975 de la Western Writers of America pour The Shootist
- Spur Award du meilleur roman de western 1988 de la Western Writers of America pour The Homesman
- Wrangler Award du meilleur roman de western 1988 de la Western Heritage Association pour The Homesman
- Owen Wister Award for Lifetime Achievement de la Western Writers of America en 1991

## Sources
- Claude Mesplède (dir.), Dictionnaire des littératures policières, vol. 2 : J - Z, Nantes, Joseph K, coll. « Temps noir », 2007, 1086 p. (ISBN 978-2-910686-45-1, OCLC 315873361), p. 846.
- Claude Mesplède, Les années "Série noire" bibliographie critique d'une collection policière, t. 4 : 1972-1982, Amiens, Encrage, coll. « Travaux » (no 25), 1995, 318 p. (ISBN 978-2-906389-63-2).
- Claude Mesplède et Jean-Jacques Schleret, SN, voyage au bout de la Noire : inventaire de 732 auteurs et de leurs œuvres publiés en séries Noire et Blème : suivi d'une filmographie complète, Paris, Futuropolis, 1982, 476 p. (OCLC 11972030), p. 350-351.